# Emanuele Torrasi
Emanuele Torrasi (16. březen 1999, Milán, Itálie) je italský záložník hrající od sezony 2023/24 za třetiligovou Perugii.

## Kariéra
Od roku 2009 hraje v mládežnických kategorií AC Milán. Svůj debut za klub si odbyl 20. května 2018 při vítězství 5:1 nad Fiorentinou . Současné době je v sestavě AC Milán a Primavera (juniorka).

## Statistiky
| Sezóna              | Klub                | Liga                | Liga   | Liga | Domácí poháry | Domácí poháry | Domácí poháry | Kontinentální poháry | Kontinentální poháry | Kontinentální poháry | Celkem | Celkem |
| Sezóna              | Klub                | Soutěž              | Zápasy | Góly | Soutěž        | Zápasy        | Góly          | Soutěž               | Zápasy               | Góly                 | Zápasy | Góly   |
| ------------------- | ------------------- | ------------------- | ------ | ---- | ------------- | ------------- | ------------- | -------------------- | -------------------- | -------------------- | ------ | ------ |
| 2017/18             | Milán               | Serie A             | 1      | 0    | IP            | 0             | 0             | EL                   | 0                    | 0                    | 1      | 0      |
| 2018/19             | Milán               | Serie A             | 0      | 0    | IP            | 0             | 0             | -                    | 0                    | 0                    | 0      | 0      |
| 2019/20             | Milán               | Serie A             | 0      | 0    | IP            | 0             | 0             | -                    | 0                    | 0                    | 0      | 0      |
| 2020/21             | Imolese             | Serie C             | 33+2   | 2    | -             | 0             | 0             | -                    | 0                    | 0                    | 35     | 2      |
| 2021/22             | Imolese             | Serie C             | 9      | 0    | -             | 0             | 0             | -                    | 0                    | 0                    | 9      | 0      |
| Celkem za Imolese   | Celkem za Imolese   | Celkem za Imolese   | 44     | 2    | -             | 0             | 0             | -                    | 0                    | 0                    | 44     | 2      |
| 2022                | Pordenone           | Serie B             | 16     | 0    | -             | 0             | 0             | -                    | 0                    | 0                    | 16     | 0      |
| 2022/23             | Pordenone           | Serie C             | 35+2   | 1    | -             | 0             | 0             | -                    | 0                    | 0                    | 37     | 1      |
| Celkem za Pordenone | Celkem za Pordenone | Celkem za Pordenone | 53     | 1    | -             | 0             | 0             | -                    | 0                    | 0                    | 53     | 1      |
| 2023/24             | Perugia             | Serie C             | 26+3   | 0    | -             | 0             | 0             | -                    | 0                    | 0                    | 29     | 0      |
| Celkově             | Celkově             | Celkově             | 153    | 6    | -             | 8             | 0             | -                    | 2                    | 0                    | 163    | 6      |